# Dikers
I Dikers sono stati un gruppo musicale rock alternativo e punk pop spagnolo, fondati nel 1998 da Iker Piedrafita.

## Storia del gruppo

### Primi anni e primo album
I Dikers si formarono nel estate del 1998 dall'incontro di Iker Piedrafita, Iñaki Urroz, David Cuesta e Roberto Urzaiz, i quali avevano tra i 16 e i 19 anni. Iker è il figlio di Alfredo Piedrafita membro del gruppo musicale rock Barricada. Nell'inverno dello stesso anno registrarono il loro primo album A Qué Esperamos con l'etichetta discografica DRO East West che venne poi pubblicato nella primavera del 1999. Questo li portò a fare un tour per tutta la Spagna partecipando anche a festival come il Warped Tour. Questo primo lavoro ha un'impronta molto chitarristica e viene data molta importanza alle parti corali.

### Se Escribe Sin C y Dale Gas (2000 - 2002)
Dopo alcuni cambi nella formazione del gruppo, con l'arrivo di David Karrika che sostituì Roberto Urzaiz alla batteria, nel marzo 2001 pubblicarono il loro secondo lavoro Se Escribe Sin C. Questo secondo disco anche se segue la linea del precedente è un disco più maturo e con più sfumature. Il disco di dodici tracce, comprende anche una nuova versione di With or without you degli U2 dal titolo Lo que yo quiero.
In seguito un avvenne un altro cambio di formazione per il gruppo, David Cuesta e David Karrika lasciarono la band che si ritrovò con Iker alla chitarra e voce, Iñaki Urroz al basso e cori, Gorka Urzaiz alla chitarra solista e cori e Rikar Martínez alla batteria. Questo nuovo disco contiene collaborazioni come quella con El Drogas dei Barricada che adattò il testo della canzone degli U2, Kutxi Romero dei Marea che oltre a cantare ha collaborato in alcuni testi e Gorka Urbizu, chitarrista e cantante dei Berri Txarrak, che collaborò nella canzone Aprende a desconfiar.
Le differenze tra il gruppo e la loro casa discografica Warner Dro li portarono a rompere il loro contratto e firmare per un'altra etichetta discografica indipendente, la E.D.G. Music. Nell'ottobre del 2002 pubblicarono il loro terzo album, Dale Gas, disco dalle sonorità molto rock, in cui è evidente la linea musicale del gruppo. Il disco venne inciso e prodotto nello studio "El sótano" di Iker. Anche in questo disco tornarono a collaborare con Kutxi Romero e El Drogas ai quali si unì Juankar (voce e basso della punk rock band madrilena Boikot) nella canzone Tengo un plan. Al momento dell'uscita del album, Gorka Urzaiz, per motivi personali prese la decisione di lasciare la band, anche se continuò a seguirla occupandosi del sito web.

### Las Noches Que Me Inventé y Carrusel (2005 - 2008)
Il gruppo, stanco dei continui cambi di formazione, decise di continuare come trio, passando i due anni successivi a girare per quasi tutta la Spagna. Il loro obbiettivo ora era quello di dimostrare che continuavano a tener duro, motivo per il quale non esitavano ad approfittare a tutte le occasioni che si presentavano, suonando sia nei centri sociali, sia nei grandi festival come il Viñarock. Nel febbraio 2005 firmarono con l'etichetta Locomotive Music ed iniziarono a registrare il loro quarto album Las Noches Que Me Inventé. L'album viene registrato in parte nello studio di Iker e in parte al Sonido XXI a Esparza de Galar (Navarra). Il disco segue la linea dei lavori precedenti, nel quale però si fa sentire la maturità e l'esperienza di tutto quello vissuto fino a quel momento. Dall'album vennero estratti i due singoli Las noches que me inventé e Ronco invierno.
Nel 2006 la band suonò la colonna sonora della serie televisiva SMS (Sin Miedo a Soñar).
Nell'aprile 2008 pubblicarono il loro quinto album Carrusel, album un po' più commerciale ma dai testi più maturi dedicati a fatti e cose della vita quotidiana. Nei testi ha collaborato Kutxi Romero, anche se la maggior parte di essi sono stati scritti da Iker. All'album collaborarono anche Dani (della pop rock band Despistaos) cantando nella canzone Miedo e Fredi Piedrafita che ha scritto e cantato la canzone Sin Trampas. Restarono in tour per la Spagna per quasi tutto il 2008 dando concerti e suonando a festival come il Viñarock.
Dopo il lungo tour spagnolo del 2008 per promuovere l'album Carrusel, nella primavera 2009 tornarono in tour per la Spagna con il gruppo pop punk dei NoWayOut. Di seguito Iñaki Urroz lasciò il gruppo per motivi personali e venne sostituito da Ubaldo Puente, bassista dei Dkuajo ed anche il batterista Rikar Martínez lasciò la band e venne sostituito da Sergio Izquierdo dei Big Member.

### Casi nunca llueve (2012)
Il 6 marzo 2012 viene pubblicato l'ultimo lavoro della band Casi nunca llueve, dal quale vengono estratti i singoli Corazón de trapo e Casi nunca llueve. Anche qui troviamo le collaborazioni con Fredi Piedrafita che ha scritto e cantato il brano El temporal ed ha scritto il tema del brano Corazón de trapo e di Kutxi Romero nel testo di Casi nunca llueve.

### Ultimo album e scioglimento (2014 - 2016)
Alla fine del 2014, Ubaldo Puente lasciò il gruppo per problemi lavorativi e fu sostituito da Ibán Viedma.
Dopo un periodo di inattività (dato che nel frattempo il frontman del gruppo, Iker, è diventato padre), nel 2015 esce l'ultimo album intitolato Vértigo. A inizio 2016 Iker Piedrafita annuncia il suo ritiro dalle scene per problemi di salute, con conseguente cessazione dell'attività della band.

## Formazione

### Formazione attuale
- Iker Piedrafita - chitarra e voce
- Ubaldo Puente - basso
- Sergio Izquierdo - batteria

### Ex componenti
- Gorka Urzaiz - chitarra solista
- David Cuesta - chitarra solista
- David Karrika - batteria
- Roberto Urzaiz - batteria
- Iñaki Urroz - basso
- Rikar Martínez - batteria

## Discografia
- 1999 - A qué esperamos
- 2001 - Se escribe sin c
- 2002 - Dale gas
- 2005 - Las noches que me inventé
- 2008 - Carrusel
- 2012 - Casi nunca llueve
- 2015 - Vértigo

## Videografia

### Video musicali
- 1998 - No me importa
- 1998 - A que esperamos
- 2001 - Sigo en pie
- 2002 - Dale gas
- 2005 - Las noches que me inventé
- 2005 - Ronco invierno
- 2008 - Carrusel
- 2012 - Corazón de trapo
- 2012 - Casi nunca llueve
- 2013 - Comete la vida